# 호스 (옷)

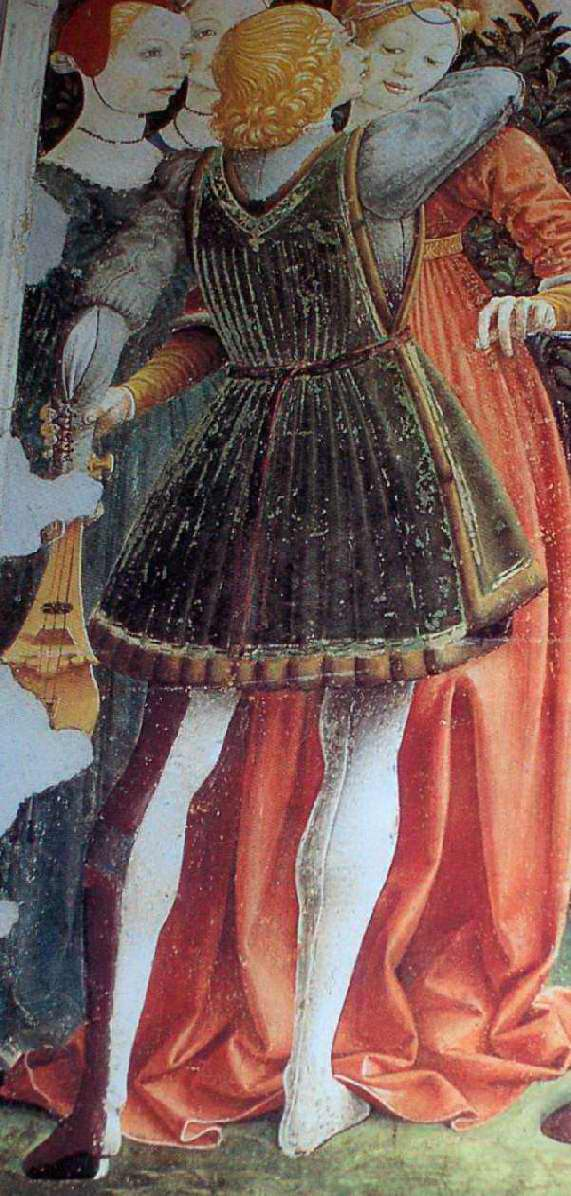
1470년 경

호스(hose)는 중세 시대부터 17세기까지 남성들이 다리와 하체를 위해 입었던 다양한 스타일의 의류를 총칭하는 말이다. 17세기 이후 반바지와 스타킹이 유행하면서 호스는 더 이상 쓰이지 않게 되었다. "호스"의 옛 복수형은 "호젠"(hosen)이었다. 독일어에서는 단수형 "호스"(hose)와 복수형 "호젠"(hosen)이 여전히 사용되었으며, 오늘날 바지를 가리키는 일반적인 용어가 되었다. 프랑스어로는 "쇼스"(chausses)라고 한다.
16세기 중반부터 17세기 초까지 다양한 스타일의 호스가 유행했다. 인기 있는 스타일은 다음과 같다.
- 트렁크 호스(trunk hose) 또는 라운드 호스(round hose): 짧고 패딩 처리된 호스. 매우 짧은 트렁크 호스는 무릎 위까지 오는 딱 맞는 호스인 캐니언 위에 착용했다.
- 슬롭스(slops) 또는 갈리가스킨(galligaskins): 무릎 바로 아래까지 오는 느슨한 호스.